# Acutisoma intermedium
Acutisoma intermedium is een hooiwagen uit de familie Gonyleptidae. De wetenschappelijke naam van Acutisoma intermedium gaat terug op Mello-Leitão.